# Stanislavka, Tulciîn
Stanislavka (în ucraineană Станіславка) este un sat în comuna Iurkivka din raionul Tulciîn, regiunea Vinnița, Ucraina.

## Demografie
Componența lingvistică a localității Stanislavka
     Ucraineană (100%)
Conform recensământului din 2001, toată populația localității Stanislavka era vorbitoare de ucraineană (100%).